# سيدة الأيقونة (مسيحية)

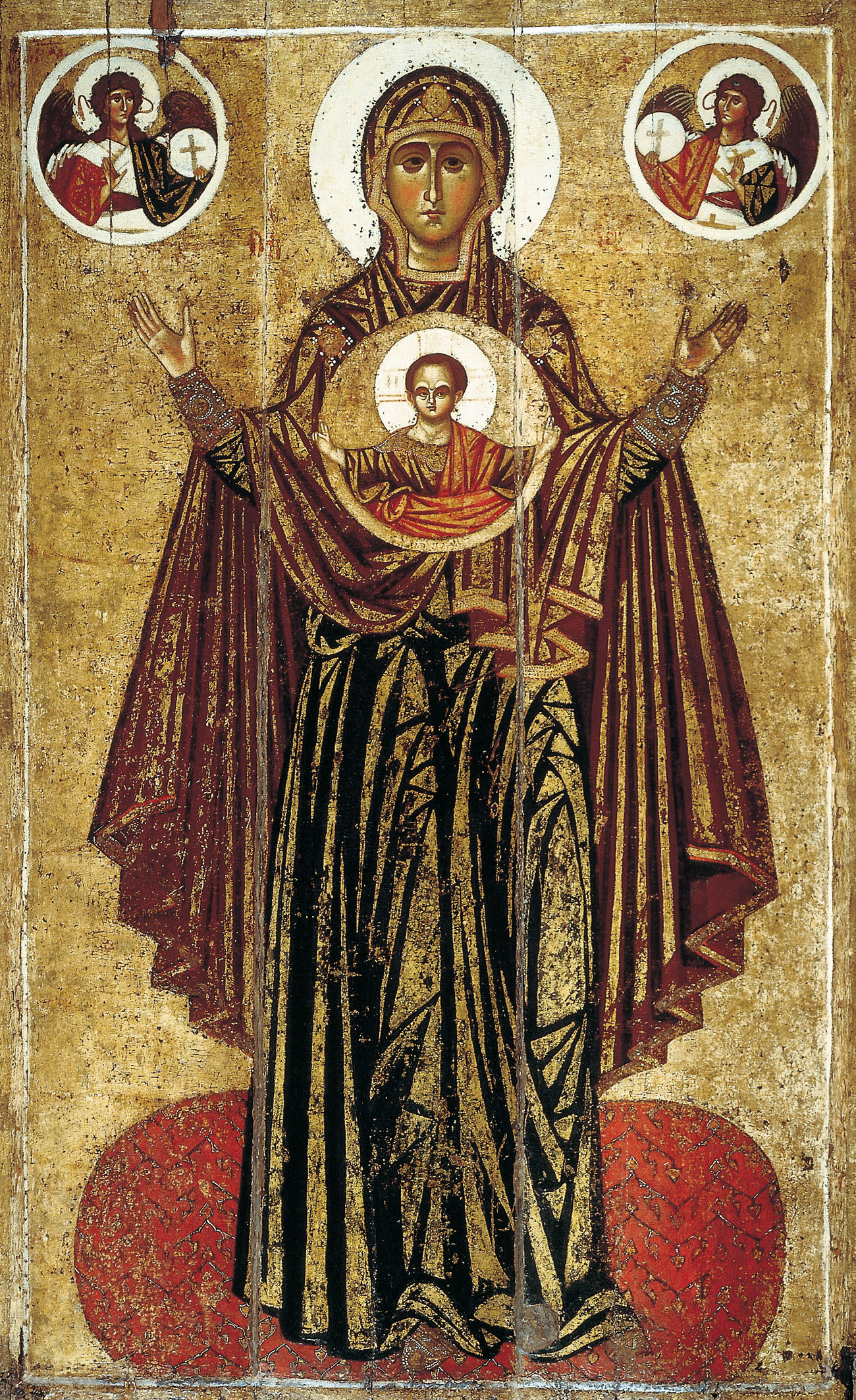
«سيدة الأيقونة» من القرن 13 من ياروسلافل (غاليري تريتياكوف في موسكو).

سيدة الأيقونة (اليونانية: Παναγία؛ السلافونية الكنسية: Ikona Bozhey Materi "Znamenie"؛ البولندية: Ikona Bogurodzicy "Znak") هو مصطلح لنوع معين من أيقونات مريم العذراء (ثيوتكس) حيث يظهر بشكل يواجه الناظر لها مباشرة ومُصور إما بحجم نصفي أو كامل وتظهر يديها مرفوعة بوضعية الصلاة مع وجود صورة طفلها عيسى ضمن دائرة تقبع وسط صدرها.